# Mecyna asiaticalis
Mecyna asiaticalis là một loài bướm đêm trong họ Crambidae.